# Pelomonas saccharophila
Pelomonas saccharophila es una bacteria gramnegativa del género Pelomonas. Fue descrita en el año 2005, es la especie tipo. Su etimología hace referencia a amante de azúcar. Anteriormente conocida como Pseudomonas saccharophila. Es aerobia y móvil por flagelo polar. Catalasa y oxidasa positivas. Tiene un tamaño de 0,5 μm de ancho por 3-4 μm de largo. Temperatura de crecimiento entre 4-40 °C, óptima de 25-32 °C. Forma colonias grises, redondas y opacas. Se ha aislado de lodo de agua estancada. 